# Bryan Craig
Bryan Allen Craig (ur. 27 października 1991 w Boca Raton, na Florydzie) – amerykański aktor telewizyjny i filmowy.
Bryan Craig rozpoczął karierę aktorską w wieku czternastu lat, w 2005 roku. Od tego czasu pojawił się w kilku różnych serialach. Jest również mistrzem w sztukach walki, skateboardingu i tańca nowoczesnego. W 2013 roku dołączył do obsady opery mydlanej ABC Szpital miejski (General Hospital), gdzie gra Morgana Corinthosa.

## Wybrana filmografia
- 2005: Off the Chain jako Jason Evridge
- 2010: The Untitled Michael Jacobs Pilot jako Alexander Morgan
- 2011: The Nine Lives of Chloe King jako Jonah
- 2011: Christmas Spirit jako Justin
- 2011-2012: Mega przygody Bucketa i Skinnera (Bucket & Skinner's Epic Adventures) jako Blake
- od 2013: Szpital miejski (General Hospital) jako Morgan Corinthos